# Santiga
Santiga és un nucli de població del municipi de Santa Perpètua de Mogoda, al Vallès Occidental. El 2005 tenia 18 habitants censats.
Es troba a la vall de Santiga, molt a prop de la carretera que uneix Sabadell amb Mollet del Vallès (B-140). En aquest lloc també hi ha constància de presència romana. El primer document que menciona aquest petit assentament data del 983. Antiga quadra, centrada per una domus, esdevingué el 1389 castell termenat.
La seva església parroquial de Santa Maria de Santiga va ser consagrada el 1193 i es venera, a més de la titular, la imatge de la Mare de Déu de l'Heura (trobada, segons la tradició, el 1624). A mitjan segle xix, s'agrega la parròquia rural de Santa Maria l'Antiga a l'església de Santa Perpètua. El nucli dona nom al polígon industrial de Santiga.
L'origen del topònim de Santiga està documentat en el llatí medieval Sancta Maria Antiqua. L'actual forma és una grafia aglutinada de s'antiga (=l'antiga).
Cada primavera, des de 1984, se celebra la Festa de l'Arbre per perpetuar el record i la paraula d'un poeta dels Països Catalans. Es penja una placa en honor d'aquest poeta a la Paret dels sentiments.
Cada any s'hi celebra un aplec de sardanes el segon diumenge de setembre.